# Escola Sant Nicolau
L'Escola Sant Nicolau és un centre educatiu concertat i plural fundat l'any 1955 a Sabadell (Vallès Occidental), que imparteix classes des de P3 fins a 2n de Batxillerat, mentre que de P0 a P2 ho fa a l'escola bressol homònima. L'escola forma part de la xarxa Escola Nova 21 Badabadocs del Vallès Occidental Nord, per tal coordinar els diferents centres d'aquesta zona en la seva aposta pel canvi.
Entre el 2014 i el 2015, es va reformar l'edifici de primària, cosa que va obligar els alumnes de Educació Infantil i Primària a establir-se en barracons al pati i al terrat de l'edifici de Secundària. El 2018 fou un de la de vintena de centres de la ciutat que l'Ajuntament de Sabadell decidí pacificar-hi els accessos des de 2015, mitjançant la instal·lació de pilones i semàfors, així com la restricció del trànsit a hores d'entrada i de sortida de l'escola.

## Alumnat destacat
- Mònica Bosch i Forrellad[5][6]
- Héctor Lozano i Colomer[7]
- Marc Gené i Guerrero[5]
- Oleguer Presas i Renom[5]
- Xavier Bundó i Buil[8]

## Professorat destacat
- Roc Casagran i Casañas (1980), llengua i literatura.[9]